# G線上の魔王PRESENTS ハルと栄一のハル★イチBANG×2
『G線上の魔王PRESENTS ハルと栄一のハル★イチBANG×2』（Gせんじょうのまおうプレゼンツ ハルとえいいちのハルイチバンバン）はG線上の魔王の公式ホームページ内において 隔週 金曜日に配信されていたインターネットラジオ番組。全14回で、2009年5月8日配信分で放送終了となった。パーソナリティは声優の瑞沢渓（宇佐美ハル役）と梶田夕貴（相沢栄一役）。

## 概要
PCゲーム「G線上の魔王」のドラマCD発売に先駆けて制作されたインタネットラジオ番組。全14回で放送された。

## 配信日
- 隔週 金曜日

### パーソナリティ
- 瑞沢渓（宇佐美ハル役）
- 梶田夕貴（相沢栄一役）

## 番組コーナー
本当にあった萌え〜話
リスナーから募集された心に残る「萌え話」をいろんな雰囲気で紹介するコーナー。
エピソードを紹介する前にパーソナリティが「読み方カード」引き、その条件で演技しながら朗読する。
THE・JUNBANG
テーマに沿った「順番クイズ」にパーソナリティが回答するコーナー。
リスナーから出題された並べ替え問題にパーソナリティーが回答、「早い順」「古い順」等を答えるクイズ。
G線上の魔王かるた
リスナーからの投稿でG線上の魔王に関するかるたを完成させるコーナー。
第13回放送で50音すべてが完成した。
宇佐美ハルの下げ下げジングル、栄一のハードボイルドジングル
オープニングや各コーナーの合間に挟む一言ジングルのコーナー。
「宇佐美ハル」「相沢栄一」がリスナーから寄せられた一言を読み上げる。
魔王の飼育係
番組内で飼育している「蟹」や「サボテン」を番組公式サイト内のコーナーと連動して紹介するコーナー。

## ゲスト
| 放送回 | 放送日         | 出演者名               | 備考   |
| ------ | -------------- | ---------------------- | ------ |
| 第04回 | 2008年12月19日 | 神崎ちろ（美輪椿姫役） |        |
| 第07回 | 2009年01月30日 | ひと美（時田ユキ役）   |        |
| 第10回 | 2009年03月13日 | 鶴岡聡（織田龍平役）   |        |
| 第14回 | 2009年05月08日 | 福山潤（浅井京介役）   | 最終回 |